# Oltcit Club
Oltcit je rumunský automobil, který byl licenčně vyráběn v automobilce Oltcit S.A. ve spolupráci se společností Citroën. Výroba probíhala od začátku osmdesátých do poloviny devadesátých let.
Tento automobil vycházel z francouzského designu Prototype Y a prodával se mezi léty 1981 až 1996 především v zemích Varšavské dohody. K dostání však byl i v některých zemích západní Evropy mezi léty 1984 až 1988 pod názvem Citroën Axel. Oltcit a Citroën Axel určený pro západní trh se od „východního“ Oltcitu mírně lišil, např. i základní verze měla velké 
plastové nárazníky.
Jméno Oltcit je odvozeno ze slova Oltenia, což je historická oblast v Rumunsku a koncovka cit vychází ze slova Citroën. Znak Oltcita je velmi podobný znaku Citroëna s tím rozdílem, že namísto dvou horizontálně orientovaných šipek je jen jedna větší šipka, kterou obkružuje elipsoidní písmeno O.

## Modifikace vozů
- Special
- Club
- Club 11 R
- Club 11 RL
- Club 11 RM
- Club 11 RT
- Club 12 TRS
- Club 12 CS
- Axel
- Axel 11R
- Axel 12 TRS
- Axel 11R Entreprise
- Axel 12 TRS Entreprise